# 晨間直播秀
《晨間直播秀》（英語：The Morning Show）是一部美國劇情類網路影集。珍妮佛·安妮斯頓和瑞絲·薇斯朋领衔出演女主角，主要还包括比利·庫達普、馬克·杜普拉斯、古古·瑪芭塔-勞、內斯特·卡博內爾、凱倫·皮特曼、蓓爾·寶利、德賽恩·特里、傑克·達文波特、史提夫·加維、葛莉塔·李、魯利·歐康納和茱莉安娜·瑪格里斯。本劇的靈感來自新聞工作者布萊恩·施泰爾特所寫的書籍。2017年11月，蘋果公司宣布直接預定《晨間直播秀》兩季，每季10集。影集於2019年11月1日在串流媒體平台Apple TV+首播。第二季於2021年9月17日首播，第三季則於2023年9月13日首播。2023年5月1日，蘋果公司續訂了該劇第四季。

## 概要
艾莉克絲·李維是一檔高收視新聞節目《晨間直播秀》的當紅主播。米契·凱斯勒是與艾莉克絲搭檔主持15年之久的同事，在性醜聞事件被爆出後，他被電視網解僱。電視網高層有意重建新聞節目，長期擔當外景實地記者、有著個人獨特想法的布萊德莉·傑克森被新聞部總監科瑞·艾利森看中。此時，艾莉克絲需要想方設法保住主播之位。

## 演員與角色

### 主要角色
| 演员              | 演员 | 角色                 | 角色 | 登场季数        | 登场季数        |
| 譯名              | 英語 | 譯名                 | 英語 | 1               | 2               |
| ----------------- | ---- | -------------------- | ---- | --------------- | --------------- |
| 珍妮佛·安妮斯頓   |      | 艾莉克絲·李維        |      | 主演            | 主演            |
| 瑞絲·薇斯朋       |      | 布萊德莉·傑克森      |      | 主演            | 主演            |
| 比利·庫達普       |      | 科瑞·艾利森          |      | 主演            | 主演            |
| 馬克·杜普拉斯     |      | 查理·「奇普」·布萊克 |      | 主演            | 主演            |
| 古古·瑪芭塔-勞    |      | 漢娜·尚菲爾          |      | 主演            | Does not appear |
| 內斯特·卡博內爾   |      | 楊可·弗洛雷斯        |      | 主演            | 主演            |
| 凱倫·皮特曼       |      | 米亞·喬登            |      | 主演            | 主演            |
| 蓓爾·寶利         |      | 克萊兒·康威          |      | 主演            | Does not appear |
| 德賽恩·特里       |      | 丹尼爾·亨德森        |      | 主演            | 主演            |
| 傑克·達文波特     |      | 傑森·克雷格          |      | 主演            | Does not appear |
| 史提夫·加維       |      | 米契·凱斯勒          |      | 主演            | 主演            |
| 葛莉塔·李         |      | 史黛拉·朴            |      | Does not appear | 主演            |
| 魯利·歐康納       |      | 泰·費茲傑羅          |      | Does not appear | 主演            |
| 茱莉安娜·瑪格里斯 |      | 蘿拉·彼特森          |      | Does not appear | 主演            |

- 珍妮佛·安妮斯頓 飾演 艾莉克絲·李維（Alex Levy）：UBA無線電視網新聞節目《晨間直播秀》的長期主播。當同事米契·凱斯勒身陷性醜聞被迫離職後，艾莉克絲需設法挽救節目[5]。

- 瑞絲·薇斯朋 飾演 布萊德莉·傑克森：充滿工作熱情的資深記者。米契被迫離職後，布萊德莉看到了能夠成為常駐新聞主播的機會[5]。

- 比利·庫達普 飾演 科瑞·艾利森（Cory Ellison）：新聞部總監[6]。

- 馬克·杜普拉斯 飾演 查理·「奇普」·布萊克（Charlie "Chip" Black）：新聞節目執行製作人[5]。

- 古古·瑪芭塔-勞 飾演 漢娜·尚菲爾（Hannah Shoenfeld）：新聞節目採編小組的主要嘉賓安排負責人[6]。

- 內斯特·卡博內爾 飾演 楊可·弗洛雷斯（Yanko Flores）：晨間新聞節目的氣象預報員，有望接替米契的主播職位[5]。

- 凱倫·皮特曼（英语：Karen Pittman） 飾演 米亞·喬登（Mia Jordan）：布萊德莉的製作人[5]。

- 蓓爾·寶利 飾演 克萊兒·康威（Claire Conway）：新聞節目的製作助理[5]。

- 德賽恩·特里（英语：Desean Terry） 飾演 丹尼爾·亨德森（Daniel Henderson）：《晨間直播秀》的聯合主播之一[5]。

- 傑克·達文波特 飾演 傑森·克雷格：艾莉克絲的丈夫，兩人已經秘密分居。

- 史提夫·加維 飾演 米契·凱斯勒：《晨間直播秀》的前主播，與艾莉克絲搭檔15年之久，因性醜聞被迫離職[5]。

- 葛莉塔·李 飾演 史黛拉·朴（Stella Bak）：UBA電視網最年輕也是唯一的女性新聞部總裁。

- 魯利·歐康納（英语：Ruairi O'Connor） 飾演 泰·費茲傑羅（Ty Fitzgerald）：UBA電視網的社群媒體專家。

- 茱莉安娜·瑪格里斯 飾演 蘿拉·彼特森（Laura Peterson）：UBA電視網的新聞主播[7]。

### 常設角色

#### 第一季引入角色
- 湯姆·歐文（英语：Tom Irwin (actor)） 飾演 佛萊德·米克林：UBA電視網總裁。

- 維多利亞·泰特 飾演 瑞娜·羅賓遜：奇普的助手。

- 詹妮娜·加萬卡 飾演 艾莉森·納馬齊：丹尼爾的搭檔，《晨間直播秀》週末版主播。

- 莎麗·貝拉方特（英语：Shari Belafonte） 飾演 茱莉亞

- 喬·馬里內利（英语：Joe Marinelli） 飾演 唐尼·斯帕諾利

- 凱瑟琳·高 飾演 迪倫·里斯-史密斯

- 伊恩·戈麥斯（英语：Ian Gomez） 飾演 格雷格

- 奧古斯塔·普魯 飾演 肖恩

- 安珀·佛瑞利 飾演 萊拉·貝爾

- 埃利·伯德納 飾演 喬爾·拉普金

- 漢娜·萊德（英语：Hannah Leder） 飾演 伊莎貝拉

- 瑪西亞·蓋·哈登 飾演 瑪姬·布雷納：記者。

- 安德里亞·本德瓦爾德（英语：Andrea Bendewald） 飾演 瓦萊里

- 蜜雪兒·梅瑞迪斯 飾演 林賽·謝爾曼

- 大衛·馬吉多夫 飾演 尼基·布魯克斯

- 喬·帕切科 飾演 巴特·戴利

- 凱特·弗農（英语：Kate Vernon） 飾演 吉內瓦·米克林

- 烏娜·羅奇 飾演 麗茲·克雷格：艾莉克絲和傑森的女兒。

- 喬·蒂皮特（英语：Joe Tippett） 飾演 哈爾·傑克森

- 羅曼·米蒂奇揚 飾演 山姆·魯多

- 明蒂·卡琳（英语：Mindy Kaling） 飾演 奧卓：UBA電視網競爭對手的早間新聞主播。

- 阿蒂娜·波特（英语：Adina Porter） 飾演 莎拉·格雷維爾

- 布萊特·巴特勒（英语：Brett Butler (actress)） 飾演 珊蒂·傑克森

- 菲利普·安東尼-羅德里格斯（英语：Philip Anthony-Rodriguez） 飾演 蓋布瑞

#### 第二季引入角色
- 霍蘭·泰勒 飾演 西比爾·理查茲

- 哈桑·明哈吉（英语：Hasan Minhaj） 飾演 艾瑞克·諾瑪尼：布萊德莉的新搭檔。

- 塔拉·卡拉西安（英语：Tara Karsian） 飾演 蓋兒·伯曼

- 凱蒂·艾索頓（英语：Katie Aselton）

- 薇拉莉·葛琳諾 飾演 寶拉·蘭布魯斯基尼

### 客串角色

#### 第一季
- 佛萊德·梅拉梅德（英语：Fred Melamed） 飾演 尼爾·馬爾特曼

- 阿娜·歐蕾莉 飾演 艾許莉·布朗

- 娜塔莉亞·華納（英语：Natalia Warner） 飾演 塞西莉

- 馬克·哈雷利克 飾演 理查

- 馬庫斯·佛萊納根（英语：Markus Flanagan） 飾演 傑拉德

- 恩貝斯·戴維茲（英语：Embeth Davidtz） 飾演 佩吉·凱斯勒

- 馬丁·肖特 飾演 迪克·倫迪

- 安德魯·利茲（英语：Andrew Leeds (actor)） 飾演 艾倫

- 約翰·馬歇爾·瓊斯（英语：John Marshall Jones） 飾演 諾亞

- 祖里·霍爾（英语：Zuri Hall） 飾演 自己

- 凱莉·克萊森 飾演 自己

- 凱莉·蘇利文（英语：Kelly Sullivan (actress)） 飾演 薇琪·曼德利

- 大衛·摩斯 飾演 傑克森先生：布萊德莉的父親。

- 夏恩·傑克遜 飾演 自己

- 羅伯特·奇奇尼（英语：Robert Cicchini） 飾演 羅伯特

- 朱利安·莫里斯 飾演 安德魯

- 麥克·奧麥利 飾演 蒂姆·伊弗斯

- 羅米·羅斯蒙特（英语：Romy Rosemont） 飾演 希拉·盧特金

- 布賴恩·鮑文·史密斯（英语：Brian Bowen Smith） 飾演 攝影師

- 保羅·蓋佛爾 飾演 瑞德

- 伊森·康恩（英语：Ethan Cohn） 飾演 傑瑞德

- 黛娜·戴維斯（英语：Dana Davis） 飾演 克里斯汀

- 瑪麗亞·莎拉波娃 飾演 自己

- 海耶斯·麥克阿瑟（英语：Hayes MacArthur） 飾演 馬龍·泰特

#### 第二季
- 凱西·奈吉米（英语：Kathy Najimy） 飾演 席薇亞·波特曼（Sylvia Portman）：靈媒[8]。

- 莫莉·麥克尼爾尼（Molly McNearney） 飾演 阿里亞·布魯姆（Aria Bloom）

- 詹姆斯·厄爾巴尼亞克

- 大衛·鮑（英语：David Bowe (actor)） 飾演 

- 威爾·阿奈特 飾演 道格（Doug）[9]

## 集數
| 季數 | 集数 | 集数 | 上線日期      | 上線日期       |
| 季數 | 集数 | 集数 | 首映          | 季终           |
| ---- | ---- | ---- | ------------- | -------------- |
| 1    | 10   | 10   | 2019年11月1日 | 2019年12月20日 |
| 2    | 10   | 10   | 2021年9月17日 | 2021年11月19日 |
| 3    | 10   | 10   | 2023年9月13日 | 2023年11月8日  |

### 第一季（2019年）
第一季共10集，由咪咪·萊德、大衛·法蘭科、林恩·謝爾頓、塔克·蓋茨（Tucker Gates）、羅克森·道森（Roxann Dawson）和蜜雪兒·麥克拉倫執導，凱瑞·艾林、傑伊·卡森、艾麗卡·利佩茲（Erica Lipez）、亞當·米爾奇（Adam Milch）、托里·斯佩爾（Torrey Speer）、克里斯汀·萊登（Kristen Layden）、傑夫·奧古斯丁（Jeff Augustin）、JC·李（JC Lee）和阿里·維賈諾（Ali Vingiano）執筆編劇。
| 總集數 | 集數 | 標題 | 譯名                         | 導演            | 編劇                                                 | 上線日期       |
| --- | ---- | ---- | ---------------------------- | --------------- | ---------------------------------------------------- | -------------- |
| 1 | 1    |      | 最痛苦的考驗，總在凌晨三點半 | 咪咪·萊德       | 凱瑞·艾林＆傑伊·卡森                                 | 2019年11月1日  |
| 《紐約時報》曝光了《晨間直播秀》當家男主播米契·凱斯勒的多次出軌醜聞，他當夜隨即被電視網解僱，他的妻子佩吉選擇和他離婚。米契的搭檔艾莉克絲·李維直到此時方才得知消息，她對節目執行製作人奇普此前向她隱瞞真相的做法大為不滿。在與新聞部總監科瑞·艾利森溝通之後，艾莉克絲獨自在節目中滿懷歉意地向全美觀眾通報了這條訊息。布萊德莉·傑克森是西維吉尼亞州當地電視台的一名外景記者，她在一場採訪是否要重開煤礦的抗議活動中的直率表現引爆網路，獲得眾多民眾支持。該段影片亦獲得新聞採編小組負責人漢娜·尚菲爾的關注，漢娜邀請布萊德莉做客《晨間直播秀》。在直播節目中，艾莉克絲指出布萊德莉在影片中的表現有作秀之嫌，布萊德莉反唇相譏，暗指剛被爆出性醜聞的新聞節目主播缺乏誠信，人前背後言行不一。艾莉克絲雨夜溜進米契的住宅，米契透露電視網有意換掉她。正打算回家的布萊德莉接到科瑞的電話，後者表示有個改變未來的機會在等著她。 |      |      |                              |                 |                                                      |                |
| 2 | 2    |      | 一席之地                     | 咪咪·萊德       | 劇本創作 ：凱瑞·艾林＆傑伊·卡森 故事構思 ：凱瑞·艾林 | 2019年11月1日  |
| 科瑞為布萊德莉提供《晨間直播秀》的外景記者職位的面試機會。艾莉克絲向莎拉求證電視網是否有意將她換掉，並以拒絕直播節目錄製威脅奇普，要求他盡快選定她的新任主播搭檔。布萊德莉來到電視台，她向奇普闡述了工作設想，奇普對此不感興趣，被冷落的布萊德莉直斥當前的節目糟糕透頂，雙方不歡而散。電視網以米契違反道德條款為由，拒絕向他支付合同中的剩餘金額。漢娜找到米契事件的當事人之一艾許莉·布朗，試圖說服她推掉另一家電視台的邀請，參加《晨間直播秀》。科瑞的秘書通知布萊德莉參加記者晚宴。奇普警告米契安分在家，不要四處聯繫媒體，更不要企圖在晚宴上鬧事。科瑞將布萊德莉的座位安排在艾莉克絲的旁邊。在洗手間，布萊德莉向艾莉克絲表示自己只是一個不起眼的小人物，需要抓住這次機會。為爭取主動，艾莉克絲發表獲獎感言時，直接宣布布萊德莉成為自己的新搭檔。 |      |      |                              |                 |                                                      |                |
| 3 | 3    |      | 混亂人上癮                   | 大衛·法蘭科     | 艾麗卡·利佩茲                                        | 2019年11月1日  |
| 科瑞在晚宴上公佈布萊德莉將於兩天後的週一首次亮相《晨間直播秀》。艾莉克絲加入編劇團隊，為布萊德莉制訂個人形象。米亞·喬登主動要求擔當布萊德莉的製作人。科瑞陪同布萊德莉選擇出鏡服裝。布萊德莉的個人定位得到了科瑞的認同。不同於艾莉克絲冰冷美人的形象，布萊德莉希望展示出真實的自己。米亞說服艾莉克絲放棄採訪艾許莉，交由布萊德莉負責，因為如果面對艾莉克絲，艾許莉不會說出實話。艾莉克絲未參加綵排，徑自離開。布萊德莉追了出去，艾莉克絲鼓勵她，表示自己需要的是能夠獨當一面的搭檔。直播當天，兩人攜手走向鏡頭前。 |      |      |                              |                 |                                                      |                |
| 4 | 4    |      | 那个女人                     | 林恩·謝爾頓     | 亞當·米爾奇                                          | 2019年11月8日  |
| 布萊德莉首次擔當《晨間直播秀》的主播時口不擇言，爆出自己曾在未成年時期墮胎，全美一片嘩然。電視網高層佛萊德也對科瑞草率啟用布萊德莉的做法提出質疑，並希望換掉布萊德莉。科瑞認為此時更換採訪艾許莉的主播，會惹惱網路上四處散播自認政治正確觀點的大批左派，將怒火波及到電視網身上。電視網聘請專業調查公司調查員薇琪·曼德利進駐早間新聞製作團隊，調查米契事件是否還存在潛伏問題。克萊兒和楊可繼續保持地下戀情。密西西比州的高中學生紛紛罷課走向街頭遊行支持布萊德莉，反對該州嚴苛的墮胎法案。音樂嘉賓凱莉·克萊森也在做客晨間節目時直接表達對布萊德莉的支持。米亞向薇琪承認曾與米契發生過性關係，但否認自己是爆料者。薇琪向佛萊德報道稱目前的調查結果並沒有指向電視網或者米契以外的其他人。布萊德莉在採訪時脫離設定的問題，深入詢問艾許莉是否由於電視網或節目的某種文化阻止她去投訴米契。艾許莉內心受到觸動，坦誠自己曾與米契發生多次性關係，但公司無人能夠伸出援手，最後只能辭職。艾莉克絲對布萊德莉的表現感到不滿，布萊德莉質問她當初是否知道米契的此類行為。 |      |      |                              |                 |                                                      |                |
| 5 | 5    |      | 不要怕，有我在               | 大衛·法蘭科     | 托里·斯佩爾                                          | 2019年11月15日 |
| 米契來到電視台，請求同事站出來為自己說話，但無人響應。《紐約時報》的主編聯繫電視網，聲稱已經採訪到多名前員工，證實米契多次騷擾同事。佛萊德企圖用米契到電視台的新聞換下這篇報道，《紐約時報》沒有同意。在艾莉克絲舉辦的慈善晚宴上，科瑞表示願意同她合作。艾莉克絲對布萊德莉當下的成功心存芥蒂，她獨自與米契見面，兩人坦誠交流心事。與此同時，布萊德莉在酒吧和同事們一起為克萊兒慶生。聚會期眾人間談到有關米契的事情，米亞被觸動內心，提前離席。布萊德莉接到一向關係疏遠的父親的電話。米契看到《紐約時報》上關於另一名前員工揭露自己性醜聞的詳情報道之後，誓言要報復電視網總裁佛萊德。 |      |      |                              |                 |                                                      |                |
| 6 | 6    |      | 搖擺不定                     | 塔克·蓋茨       | 克里斯汀·萊登                                        | 2019年11月22日 |
| 《晨間直播秀》團隊在週末前往加利福尼亞州的洛杉磯報道席捲該地區的野火，艾莉克絲和布萊德莉隨同進入前線開展新聞報導。艾莉克絲對布萊德莉指責自己試圖掩蓋米契的醜聞感到憤怒。傑森不滿艾莉克絲醉心於工作，提出與她正式離婚。下播之後，布萊德莉安慰身心俱疲的艾莉克絲，兩人和解。艾莉克絲訴說自己將要離婚的事情，布萊德莉和她談論自己酗酒的父親。奇普擔心丟掉工作，他告訴科瑞，兩人可以聯手對付佛萊德。科瑞向奇普暗示，當他手握與佛萊德有關的確鑿黑材料證據時，再來找自己。漢娜為克萊兒提出專業建議，幫助她成為布萊德莉的助理。稍後，漢娜發現克萊兒偷偷溜進楊可的房間。 |      |      |                              |                 |                                                      |                |
| 7 | 7    |      | 廣闊大海                     | 羅克森·道森     | 傑夫·奧古斯丁                                        | 2019年11月29日 |
| 艾莉克絲和傑森告訴女兒麗茲，夫妻兩人準備離婚。麗茲責備母親艾莉克絲一直將工作置於家庭之上。艾莉克絲的公關團隊警告她，在當前時刻選擇離婚不是明智之舉。民眾會將米契的醜聞與她的離婚事件聯繫起來，進而會損害她的職業生涯。艾莉克絲打算在《晨間直播秀》的節目上宣布離婚消息，希望布萊德莉屆時給予配合。人事部門得知楊可和克萊兒的秘密戀情。兩人決定向人事部門坦承實情，楊可對十分高興能夠公開戀情關係，克萊兒擔心自己可能會被辭退。製作團隊的一名成員不慎說出關於米亞的不當言論，奇普隨機將他開除。米亞仍然感覺到同事在背後對她指指點點，備受壓力的她公開向所有同事承認曾與米契有染。米契秘密聯繫布萊德莉，希望能夠接受布萊德莉的採訪，他會在採訪時透露與醜聞相關的其他人。布萊德莉要求米契找到能夠證實他的說法的證人，方能同意安排採訪。米契當晚找到漢娜，他稱此前幫助漢娜通過性交易換取升職機會，當下需要她幫助自己。 |      |      |                              |                 |                                                      |                |
| 8 | 8    |      | 高處不勝寒                   | 蜜雪兒·麥克拉倫 | JC·李                                                | 2019年12月6日  |
| 時間回到2017年，米契即將迎來50歲的生日。他剛與自己的製作人米亞結束婚外戀情。米契希望將米亞調出自己的團隊，奇普只得讓米亞擔當艾莉克絲的製作人。由於艾莉克絲的收視率下降，電視網開始考慮辭退艾莉克絲。《晨間直播秀》的製作團隊為米契舉辦盛大的生日派對，剛來到電視網工作的克萊兒在聚會上結識氣象主播楊可。漢娜從Twitter上得知2017年拉斯維加斯槍擊案的相關報導。米契和艾莉克絲前往拉斯維加斯報導槍擊事件。米契臨走之前，通知奇普讓漢娜隨隊前往拉斯維加斯。漢娜當時僅是初級嘉賓安排負責人。米契和艾莉克絲兩人在播報新聞時受到現場氣氛的感染，情緒激動。米契當晚在悼念地點偶遇漢娜，他邀請漢娜來到自己的房間，隨後與她發生關係。回到紐約之後，漢娜闖入佛萊德的辦公室，企圖告發米契。佛萊德在她將事情說出之前阻止了她，提出將她提升為主要嘉賓安排負責人，並暗示她保持沉默。漢娜感到震驚和失望，她只得選擇接受佛萊德提出的交換條件。 |      |      |                              |                 |                                                      |                |
| 9 | 9    |      | 女王駕到                     | 凱文·布雷       | 艾麗卡·利佩茲＆阿里·維賈諾                           | 2019年12月13日 |
| 布萊德莉向艾莉克絲透露自己有意接受米契的請求，希望在《晨間直播秀》節目中採訪米契，從而扳倒佛萊德。艾莉克絲擔心如此做法會牽連到自己，予以堅決反對。她私下聯繫佛萊德，將布萊德莉的計劃告知對方，並提出替換布萊德莉的具體計劃。漢娜向克萊兒承認是自己向人事部門告發她與楊可的地下戀情，兩人的友情決裂。克萊兒希望公布與楊可的戀情，但是迫於公眾壓力，她選擇與楊可分手。漢娜向米契坦露心聲，自己當時是被迫與他發生關係。米契矢口否認漢娜的表態。窘迫的漢娜只得同意米契的說法。米契要求漢娜向外界發出一份聲明，證實佛萊德暗中參與並支持權色交易。在漢娜的要求下，米契同意她以匿名的方式發出聲明。與此同時，布萊德莉尋求科瑞的幫助。科瑞告知奇普，艾莉克絲正在與佛萊德密謀替換布萊德莉，同時將要辭退奇普。奇普同意幫助科瑞和布萊德莉，安排布萊德莉採訪米契。 |      |      |                              |                 |                                                      |                |
| 10 | 10   |      | 關鍵訪談                     | 咪咪·萊德       | 凱瑞·艾林                                            | 2019年12月20日 |
| 米契聲稱漢娜可以證實自己的說法，布萊德莉與漢娜會面。漢娜向布萊德莉訴說自己遭遇米契性侵犯時情緒崩潰。她要求布萊德莉在向公眾公布真相時隱藏自己的身份，同時請求布萊德莉，在自己獲得電視網在洛杉磯的職位之後，再採訪米契。佛萊德感知到《晨間直播秀》的幕後團隊正在密謀揭露自己對性侵犯的縱容行為，決定立即辭退奇普。他為了換取艾莉克絲的支持，進一步在合同中明確提升她的權力，承諾她可以任意選擇主持搭檔。奇普被解僱之後，找到自己的助理瑞娜幫忙，讓她暗中幫助米契進入直播間。克萊兒希望與漢娜和解，來到她的公寓，發現漢娜因藥物過量死亡。漢娜離世的消息震驚了她的全體同仁。布萊德莉感到不安和愧疚，取消採訪米契，當即決定離開《晨間直播秀》。艾莉克絲懇求布萊德莉暫時留下。奇普與米契在酒店大廳發生肢體衝突。當天節目開始後，艾莉克絲和布萊德莉共同揭露了佛萊德和UBA電視網對職場性侵犯的縱容行為以及營造出的有毒工作環境。新聞播報信號隨即被中止。 |      |      |                              |                 |                                                      |                |

### 第二季（2021年）
| 總集數 | 集數 | 標題 | 譯名             | 導演               | 編劇                                  | 上線日期       |
| --- | ---- | ---- | ---------------- | ------------------ | ------------------------------------- | -------------- |
| 11 | 1    |      | 我最不喜歡的一年 | 咪咪·萊德          | 艾麗卡·利佩茲＆亞當·米爾奇＆凱瑞·艾林 | 2021年9月17日  |
| 艾莉克絲和布萊德莉在節目中揭露真相之後，UBA電視網為平息事件，決定解僱科瑞。艾莉克絲離職，不再擔當《晨間直播秀》的主播，獨自搬至緬因州過著平靜的生活。她開始寫書回顧自己的職業生涯。布萊德莉繼續與新搭檔艾瑞克·諾瑪尼擔當早間新聞主播。節目的收視率逐漸下降。由於晚間新聞主播再次被爆出醜聞而被解僱，布萊德莉希望接替他的位置。此前在布萊德莉的幫助下，科瑞得以回到UBA電視網工作。科瑞內心不支持布萊德莉離開《晨間直播秀》。他為了挽回收視頹勢，秘密來到緬因州請求艾莉克絲考慮繼續擔當早間新聞主播，艾莉克絲起初果斷拒絕了科瑞。2020年的新年前夜，布萊德莉和艾瑞克在紐約時報廣場播報慶祝活動。期間，艾瑞克告訴布萊德莉他將擔當晚間新聞主播。布萊德莉認為科瑞欺騙自己，與他發生爭吵。艾莉克絲參加鄰居舉辦的跨年聚會，靈媒席薇亞·波特曼認為她一直在抗拒某事。新年的鐘聲敲響之際，艾莉克絲看到科瑞發來的語音留言訊息，她告訴科瑞答應他的請求。科瑞正在興奮之際，得知漢娜的家人以過失致死罪向UBA電視網提起訴訟。 |      |      |                  |                    |                                       |                |
| 12 | 2    |      | 宛如流感         | 咪咪·萊德          | 托里·斯佩爾＆克里斯汀·萊登            | 2021年9月24日  |
| 科瑞告知布萊德莉，電視網正在與艾莉克絲商談，有意請她重回主播職位。布萊德莉感到自己被科瑞背叛，為了與電視網談判，她請下三週病假。在艾莉克絲確定回歸的前一個週末，科瑞在家中舉辦小型聚會，陸續邀請艾莉克絲、布萊德莉、史黛拉以及其他的新聞主播和節目製作人。在晚宴上，丹尼爾和米亞談及最近出現的新型冠狀病毒，多數眾人認為它不具有顯著的新聞價值。艾莉克絲與布萊德莉會面，布萊德莉仍然對艾莉克絲在關鍵時刻棄自己於不顧而憤怒。米契躲在意大利，在冰淇淋店中遭到女權主義者的當面指責，另一名意大利女性寶拉·蘭布魯斯基尼出面維護米契。科瑞希望與漢娜的家人私下和解，但是當他得知他們提出的賠償金額之後，意識到事情不能夠如此輕易解決。丹尼爾受電視網派遣，登上前往中國武漢的飛機。 |      |      |                  |                    |                                       |                |
| 13 | 3    |      | 蘿拉             | 蕾絲莉·林卡·葛萊特 | 布萊恩·錢伯萊恩＆傑夫·奧古斯丁        | 2021年10月1日  |
| 14 | 4    |      | 殺了那頭小肥牛   | 虞琳敏             | 阿里·維賈諾＆史考特·特洛伊            | 2021年10月8日  |
| 15 | 5    |      | 鬼怪             | 塔克·蓋茨          | 艾麗卡·利佩茲＆亞當·米爾奇            | 2021年10月15日 |
| 16 | 6    |      | 一個注重隱私的人 | 瑞秋·莫里森        | 托里·斯佩爾＆史黛西·奧塞-庫福爾       | 2021年10月22日 |
| 17 | 7    |      | 人生苦短         | 咪咪·萊德          | 凱瑞·艾林＆史考特·特洛伊              | 2021年10月29日 |
| 18 | 8    |      | 證實             | 維多利亞·馬奧尼    | 布萊恩·錢伯萊恩＆阿里·維賈諾          | 2021年11月5日  |
| 19 | 9    |      | 證詞             | 米格爾·阿特塔      | 史考特·特洛伊＆賈斯汀·馬修斯          | 2021年11月12日 |
| 20 | 10   |      | 發燒             | 咪咪·萊德          | 凱瑞·艾林                             | 2021年11月19日 |

## 製作

### 開發
2017年11月8日，蘋果公司（apple.inc）宣布直接預定《晨間直播秀》兩季，每季十集。影集由珍妮佛·安妮斯頓、瑞絲·薇斯朋、傑伊·卡森和邁克爾·艾倫伯格（Michael Ellenberg）擔任執行製片人。卡森有望同時兼任編劇以及節目統籌。製作公司包括Media Res、珍妮佛·安妮斯頓的迴聲電影以及瑞絲·薇斯朋的你好陽光影視製作公司。2018年4月4日，報道稱傑伊·卡森因創作理念差異離開了這個製作項目，凱瑞·艾林接替了他的工作。7月11日，報道稱咪咪·萊德將擔任影集導演以及執行製片人。10月23日，報道稱克里斯汀·哈恩和勞倫·李維·紐斯塔特（Lauren Levy Neustadter）增添為執行製片人。
2019年8月，美國《彭博新聞社》報道稱，影集兩季預算共計達3億美元。平均每季1.5億美元，超過Netflix原創影集《王冠》的1.3億預算。單集預算為1500萬美元，亦遠超《冰與火之歌：權力遊戲》最終季的單集成本1000萬美元。主演兼監製珍妮佛·安妮斯頓和瑞絲·薇斯朋每人每集獲得片酬200萬美元。

### 選角
隨著影集宣布確定將開發製作，珍妮佛·安妮斯頓和瑞絲·薇斯朋確認領銜出演。2018年10月，史提夫·加維、古古·瑪芭塔-勞、比利·庫達普、內斯特·卡博內爾和馬克·杜普拉斯將出演劇中常規角色。11月7日，蓓爾·寶利、凱倫·皮特曼和德賽恩·特里確認參演影集。2019年8月，官方預告片顯示詹妮娜·加萬卡、維多利亞·泰特（Victoria Tate）、莎麗·貝拉方特和伊恩·戈麥斯參演影集。
2020年10月9日，葛莉塔·李和魯利·歐康納確定在第二季中出演常設角色。2020年11月13日，哈桑·明哈吉確定參演影集。2020年12月3日，茱莉安娜·瑪格里斯確定參演第二季。

### 拍攝
第一季的主體拍攝於2018年10月31日在加利福尼亞州洛杉磯開機。2019年5月9日，劇組移至紐約拍攝。經過7個月的拍攝，影集第一季於2019年5月殺青。
影集第二季於2019年11月開始前期製作，2020年2月24日開機拍攝。2020年3月12日，因應2019冠狀病毒病疫情，製作組暫停拍攝。2020年10月19日，劇組恢復拍攝作業。2021年2月至3月，主演史提夫·加維、珍妮佛·安妮斯頓、馬克·杜普拉斯以及漢娜·萊德在洛杉磯拍攝。第二季的主體拍攝於2021年5月18日殺青。

## 音樂
卡特·伯韋爾為影集作曲，第一季的音樂原聲帶數位版於2019年11月3日在iTunes上發行。
| 曲序     | 曲目     | 时长  |
| -------- | -------- | ----- |
| 1.       |          | 2:45  |
| 2.       |          | 1:53  |
| 3.       |          | 2:10  |
| 4.       |          | 1:32  |
| 5.       |          | 1:58  |
| 6.       |          | 1:51  |
| 7.       |          | 2:21  |
| 8.       |          | 2:23  |
| 9.       |          | 1:10  |
| 10.      |          | 2:09  |
| 11.      |          | 3:52  |
| 12.      |          | 1:45  |
| 13.      |          | 2:09  |
| 14.      |          | 2:11  |
| 15.      |          | 1:30  |
| 16.      |          | 3:46  |
| 17.      |          | 4:31  |
| 18.      |          | 1:36  |
| 19.      |          | 2:25  |
| 20.      |          | 2:19  |
| 21.      |          | 4:56  |
| 总时长： | 总时长： | 51:12 |

## 發行
在2019年3月25日舉行的蘋果發布會結束之後，瑞絲·薇斯朋在個人Instagram上表示影集將於2019年秋季首播。2019年9月10日，蘋果在秋季新品發佈會上宣布影集定於2019年11月1日首播。第二季於2021年9月17日首播。

### 宣傳
2019年3月，蘋果在發布會上釋出一段預告片，片中囊括將在Apple TV+首播的多部影集。珍妮佛·安妮斯頓、瑞絲·薇斯朋和史提夫·加維在現場宣傳影集。8月12日，蘋果發佈第一支先行預告片。在澳大利亞，由於與當地現有節目重名，影集改名為《晨間風雲》（Morning Wars）。8月19日，蘋果正式發佈官方預告片。

## 迴響

### 評價
| 季數 | 季數 | 爛番茄             | Metacritic       |
| ---- | ---- | ------------------ | ---------------- |
|      | 1    | 61%（105位劇評人） | 61（37位劇評人） |
|      | 2    | 68%（40位劇評人）  | 60（25位劇評人） |
|      | 3    | 71%（76位劇評人）  | 65（30位劇評人） |

《晨間直播秀》根据評論匯總网站爛番茄汇总的105篇评论文章，61%的评论家给予该作正面评价，使之獲得「認證新鮮」標識，平均打分为5.80分（满分10分）。第一季在Metacritic網站上得到「普遍讚譽」，獲得了61/100分（37位影評人）。根据評論匯總网站爛番茄汇总的40篇评论文章，68%的评论家给予该作正面评价，使之獲得「認證新鮮」標識，平均打分为6.20分（满分10分）。第二季在Metacritic網站上得到「混合或中等評價」，獲得了60/100分（25位影評人）。第三季在Metacritic網站上獲得了65/100分（30位影評人）。
截至2022年3月，在爛番茄上，該劇集總得分為64%，在Metacritic上的總得分為61。

### 獎項
| 年度 | 獎項                     | 類別                   | 入圍者          | 結果 | 來源   |
| ---- | ------------------------ | ---------------------- | --------------- | ---- | ------ |
| 2020 | 第10屆評論家選擇電視劇獎 | 劇情類電視劇最佳男配角 | 比利·庫達普     | 獲獎 | [ 55 ] |
| 2020 | 第77屆金球獎             | 最佳劇情類電視劇       | 《晨間直播秀》  | 提名 | [ 56 ] |
| 2020 | 第77屆金球獎             | 劇情類電視劇最佳女主角 | 珍妮佛·安妮斯頓 | 提名 | [ 56 ] |
| 2020 | 第77屆金球獎             | 劇情類電視劇最佳女主角 | 瑞絲·薇斯朋     | 提名 | [ 56 ] |
| 2020 | 第26届美国演员工会奖     | 最佳劇情類影集女演員   | 珍妮佛·安妮斯頓 | 獲獎 | [ 57 ] |
| 2020 | 第26届美国演员工会奖     | 最佳劇情類影集男演員   | 史提夫·加維     | 提名 | [ 57 ] |
| 2020 | 第26届美国演员工会奖     | 最佳劇情類影集男演員   | 比利·庫達普     | 提名 | [ 57 ] |
| 2020 | 第72屆黃金時段艾美獎     | 最佳劇情類影集男主角   | 史提夫·加維     | 提名 | [ 58 ] |
| 2020 | 第72屆黃金時段艾美獎     | 最佳劇情類影集女主角   | 珍妮佛·安妮斯頓 | 提名 | [ 58 ] |
| 2020 | 第72屆黃金時段艾美獎     | 最佳劇情類影集男配角   | 比利·庫達普     | 獲獎 | [ 58 ] |
| 2020 | 第72屆黃金時段艾美獎     | 最佳劇情類影集男配角   | 馬克·杜普拉斯   | 提名 | [ 58 ] |

## 資料來源
1. ↑  .   [2023-06-30]. （原始内容存档于2023-07-01）.
2. ↑  Earl, William. . Variety. 2023-05-01  [2023-12-03]. （原始内容存档于2023-11-08） （美国英语）.
3. ↑  Heimbrod, Mimi. . latintimes. 2019-08-20  [2019-08-27]. （原始内容存档于2020-08-12） （美国英语）.
4. ↑  Guy, Sarah. . ibtimes. 2019-08-22  [2019-08-27]. （原始内容存档于2020-05-29） （美国英语）.
5. 1 2 3 4 5 6 7 8 9  Travers, Ben; Travers, Ben. . IndieWire. 2019-10-21  [2019-10-24]. （原始内容存档于2020-08-08） （美国英语）.
6. 1 2 3  Goldberg, Lesley. . The Hollywood Reporter. 2018-10-25  [2018-12-14]. （原始内容存档于2018-10-25） （美国英语）.
7. 1 2  . 2020-12-02  [2021-09-14]. （原始内容存档于2021-09-14） （美国英语）.
8. ↑  Vlessing, Etan. . The Hollywood Reporter. 2021-03-23  [2021-03-23]. （原始内容存档于2021-03-26） （美国英语）.
9. ↑  Ausiello, Michael. . TVLine. 2021-08-23  [2021-08-23]. （原始内容存档于2021-12-16） （美国英语）.
10. 1 2 3  Andreeva, Nellie. . Deadline Hollywood. 2017-11-08  [2018-12-14]. （原始内容存档于2017-12-01） （美国英语）.
11. 1 2  . Apple TV+.   [2019-11-01]. （原始内容存档于2019-11-03） （中文（香港））.
12. 1 2  . Apple TV+.   [2019-11-01]. （原始内容存档于2019-11-03） （中文（臺灣））.
13. ↑  . The Futon Critic.   [2021-09-14]. （原始内容存档于2020-10-30） （美国英语）.
14. 1 2  Littleton, Cynthia. . Variety. 2017-11-08  [2018-12-14]. （原始内容存档于2018-10-24） （美国英语）.
15. 1 2  Goldberg, Lesley. . The Hollywood Reporter. 2017-11-08  [2018-12-14]. （原始内容存档于2019-04-30） （美国英语）.
16. ↑  Littleton, Cynthia. . Variety. 2018-04-03  [2018-12-14]. （原始内容存档于2018-04-04） （美国英语）.
17. ↑  Andreeva, Nellie. . Deadline Hollywood. 2018-07-11  [2018-12-14]. （原始内容存档于2018-07-11） （美国英语）.
18. 1 2  Andreeva, Nellie. . Deadline Hollywood. 2018-10-23  [2018-12-14]. （原始内容存档于2018-10-23） （美国英语）.
19. ↑  Gurman, Mark; Sakoui, Anousha; Shaw, Lucas. . 彭博新聞社. 2019-08-19  [2019-08-27]. （原始内容存档于2019-08-20） （美国英语）.
20. ↑  Clark, Travis. . businessinsider. 2019-08-20  [2019-08-27]. （原始内容存档于2020-11-07） （美国英语）.
21. ↑  Goldberg, Lesley; Jarvey, Natalie. . The Hollywood Reporter. 2019-10-15  [2019-10-18]. （原始内容存档于2019-11-16） （美国英语）.
22. ↑  Petski, Denise. . Deadline Hollywood. 2018-10-26  [2018-12-14]. （原始内容存档于2018-10-27） （美国英语）.
23. ↑  Hipes, Patrick. . Deadline Hollywood. 2018-11-07  [2018-12-14]. （原始内容存档于2018-11-08） （美国英语）.
24. ↑  Patel, Jay. . otakukart. 2019-08-22  [2019-09-04]. （原始内容存档于2021-07-04） （美国英语）.
25. ↑  . 2020-10-09  [2021-09-14]. （原始内容存档于2021-11-01） （美国英语）.
26. ↑  . 2020-11-13  [2021-09-14]. （原始内容存档于2021-10-29） （美国英语）.
27. ↑  Steves, Ashley. . Backstage. 2018-10-31  [2018-12-14]. （原始内容存档于2018-11-01） （美国英语）.
28. ↑  Charles, Marissa. . Hollywood Life. 2019-05-08  [2019-05-10]. （原始内容存档于2019-05-10） （美国英语）.
29. ↑  TheEllenShow, , 2019-06-05  [2019-06-26], （原始内容存档于2020-10-30） –Youtube （美国英语）
30. ↑  Travers, Ben; Travers, Ben. . IndieWire. 2019-11-03  [2019-11-03]. （原始内容存档于2019-11-03） （美国英语）.
31. ↑  . 2020-03-12  [2020-03-12]. （原始内容存档于2020-04-04） （美国英语）.
32. ↑  Andreeva, Nellie. . Deadline. 2020-10-05  [2020-10-28]. （原始内容存档于2020-10-05） （美国英语）.
33. ↑  . Bollyinside - US Local News & Breaking News Stories. 2021-02-17  [2021-02-18]. （原始内容存档于2021-09-14） （美国英语）.
34. ↑  Parker, Ashley Joy. . OK Magazine. 2021-03-11  [2021-03-19]. （原始内容存档于2021-09-14） （美国英语）.
35. ↑  Duplass, Mark [@MarkDuplass].  (推文). 2021-05-14  [2021-06-08] –Twitter （美国英语）.
36. ↑  .   [2020-08-27]. （原始内容存档于2021-07-04） （美国英语）.
37. ↑  . Instagram.   [2019-04-30]. （原始内容存档于2019-05-15） （美国英语）.
38. ↑  Hipes, Patrick. . Deadline. 2019-09-10  [2019-09-10]. （原始内容存档于2020-05-31） （美国英语）.
39. ↑  Hipes, Patrick. . Variety. 2021-06-14  [2021-06-14]. （原始内容存档于2021-06-23） （美国英语）.
40. ↑  Apple, , 2019-03-25  [2019-05-11], （原始内容存档于2019-05-09）
41. ↑  . Metro. 2019-03-25  [2019-05-11]. （原始内容存档于2019-05-11） （美国英语）.
42. ↑  Alexander, Julia. . The Verge. 2019-08-12  [2019-08-13]. （原始内容存档于2021-02-07） （美国英语）.
43. ↑  , 2019-08-12  [2019-08-12], （原始内容存档于2019-08-12） （美国英语）
44. ↑  MacRumors.com. . @MacRumors. 2019-08-12  [2019-08-12]. （原始内容存档于2021-07-04） –twitter （美国英语）.
45. ↑  Kastrenakes, Jacob. . The Verge. 2019-08-25  [2019-08-27]. （原始内容存档于2020-11-08） （美国英语）.
46. ↑  , 2019-08-19  [2019-08-27], （原始内容存档于2019-08-19） （美国英语）
47. 1 2  . Rotten Tomatoes. Fandango Media.   [2021-09-11] （美国英语）.
48. 1 2  . Metacritic. Red Ventures.   [2021-09-11] （美国英语）.
49. 1 2  . Rotten Tomatoes. Fandango Media.   [2021-09-11] （美国英语）.
50. 1 2  . Metacritic. Red Ventures.   [2021-09-11] （美国英语）.
51. ↑  . Rotten Tomatoes. Fandango Media.   [2023-09-14] （美国英语）.
52. 1 2  . Metacritic. Red Ventures.   [2023-09-14] （美国英语）.
53. ↑  . www.rottentomatoes.com.   [2022-03-17]. （原始内容存档于2023-12-19） （英语）.
54. ↑  . www.metacritic.com.   [2022-03-17]. （原始内容存档于2023-12-03） （英语）.
55. ↑  Hammond, Pete. . Deadline Hollywood. 2019-12-08  [2019-12-08]. （原始内容存档于2019-12-08） （美国英语）.
56. ↑  Huff, Lauren. . Entertainment Weekly. 2019-12-05  [2019-12-09]. （原始内容存档于2019-12-09） （美国英语）.
57. ↑  . 2019-12-11  [2019-12-11]. （原始内容存档于2019-12-12） （美国英语）.
58. ↑  . Hollywood Reporter. 2020-07-29  [2020-07-14]. （原始内容存档于2020-08-03） （美国英语）.

## 外部連結
- 互联网电影数据库（IMDb）上《晨間直播秀》的资料（英文）